# Spanarna 2
Spanarna 2 (originaltitel: Another Stakeout) är en amerikansk action-komedi från 1993 i regi av John Badham, med Richard Dreyfuss, Emilio Estevez och Rosie O'Donnell i huvudrollerna som poliserna Chris Lecce, Bill Reimers och Gina Garrett. Filmen hade Sverigepremiär den 21 januari 1994 och var tillåten från 15 år.

## Handling
Ett kvinnligt vittne, Luella Delano, mot maffian har i hemlighet gömts undan fram till rättegången, men efter ett våldsamt attentatsförsök av lönnmördaren Tony Castellano mot henne dödas flera av hennes vakter. Hon försvinner i panik och Seattle-poliserna Chris Lecce och Bill Reimers får i uppdrag att tillsammans med åklagarassistenten Gina Garrett spana på en lyxvilla som ägs av paret Brian och Pam O'Hara vilka Luella kan tänkas kontakta. Chris och Gina ska spela gifta medan Bill ska föreställa Chris son från ett tidigare förhållande när de flyttar in i grannvillan.

## Om filmen
- Filmen är inspelad i Las Vegas i Nevada (inledningsscenen), Seattle i Washington, Bowen Island och Vancouver i British Columbia.
- När Luella går förbi en påslagen TV i gömstället, så visas den första filmen om Spanarna från 1987.
- Regissören John Badham har en cameo-roll som skeppare i början av filmen.

## Rollista (urval)
- Richard Dreyfuss - Chris Lecce
- Emilio Estevez - Bill Reimers
- Rosie O'Donnell - Assistant D.A. Gina Garrett
- Dennis Farina - Brian O'Hara
- Marcia Strassman - Pam O'Hara
- Cathy Moriarty - Luella Delano